# كلود أوغست لامي
كلود أوغست لامي (بالفرنسية: Claude-Auguste Lamy)‏ (و. 1820 – 1878 م) هو فيزيائي، وكيميائي، وأستاذ جامعي من فرنسا . ولد في Ney .
وكان عضواً في Lille Academy of Sciences .
توفي في باريس ، عن عمر يناهز 58 عاماً.

## التعليم
تعلم في مدرسة الأساتذة العليا

## مناصب وهيئات
أدار المدرسة المركزية بليل.